# هنادي زكريا هندي
هنادي زكريا هندي من مواليد عام 1978م في مكة المكرمة، أول امرأة سعودية تقود طائرة،  فبعد أن خاضت الاختبارات النهائية في أكاديمية الشرق الأوسط للطيران التجاري في المملكة الأردنية الهاشمية. وفي عام 2004م أصبحت هنادي أول قائدة طائرة سعودية، وحصلت على رخصة الطيران بدعم من قبل الأمير الوليد بن طلال، كما أمضت معه عقدًا لمدة عشر سنوات لتقود إحدى طائرات الأسطول الخاص للأمير.

## نشأتها وحلم الطفولة
تعد هنادي زكريا صدقة هندي أول كابتن طيار سعودية وهي من مواليد مدينة مكة المكرمة عام 1397هـ وتحديداً في حي المسفلة الذي يعد أعرق أحياء مكة؛ وترتيبها هو الوسطى بين خمسة إخوة، ووالدتها السيدة فائقة علي تمراز. عاشت هنادي هندي طفولتها وسط نسيج اجتماعي شأنها شأن أي فتاة مكية وتأثرت بالبيئة المكية الأصيلة في تكوين شخصيتها، فالحياة في مكة مليئة بالعادات والتقاليد التي تجعل من أي إنسان نموذجاً مشرفاً لذلك المكافح الذي يعتمد على نفسه ولا ييأس من تحقيق النجاح. وهذه هي أبرز الظواهر الاجتماعية التي وُلدت وتربت عليها هنادي وكانت قد تلقت تعليمها الابتدائي في المدرسة السادسة عشرة بحي المسفلة، وتعليمها في المرحلة المتوسطة كان في المدرسة الثامنة عشرة في حي الكعكية، ودرست المرحلة الثانوية في المدرسة الثانية عشرة بالكعكية، وفور الانتهاء من المرحلة الثانوية حققت هنادي حلمها بالتعليم الجامعي في الالتحاق بكلية التربية لدراسة الأدب الإنجليزي في جامعة أم القرى، وتشير هنادي إلى أنها تتذكر الأستاذة علوي المليباري التي توقعت أن يكون لها مستقبل باهر وكذلك الأستاذة فايزة المولد التي كانت دائما تُسدي لها النصائح وتطلب منها مواصلة التفوق والتميز في دراستها، وكانت ترى فيها العديد من المواهب التي لا تتوفر عند قريناتها من زميلاتها وكانت خلال مراحل تعليمها تهوى الرسم والأعمال الفنية بشكل عام وكانت تزاولها بإبداع، واستمر ذلك حتى وقت قريب ولكن لكثرة مشاغلها وأعمالها توقفت عنها بشكل مؤقت.

## التعليم والحياة العملية
درست الأدب الإنجليزي في جامعة أم القرى، وقبل أن تحصل على شهادتها قررت اتباع حلمها ومواصلة الدراسة في أكاديمية الشرق الأوسط للطيران بالأردن، بالرغم من أنها كانت تدرك صعوبة التحليق في بلدها، فإنها أرادت تحقيق حلم والدها في أحد أبنائه بأن تصبح طيارة. واجهت مشكلة التمييز بين الجنسين بعد عودتها إلى المملكة، من ضمنهم بعض أفراد عائلتها الذين اتهموها بأنها تسيء إلى المرأة السعودية، لكنهم أشادوا في نهاية المطاف بكفاءتها بعد حصولها على رخصة الطيران. عند عودتها إلى المملكة كانت بحاجة إلى الدعم لتحصل على رخصة الطيران، ومُنحت فرصة للعمل لدى شركة الوليد القابضة، استطاعت هذه الفرصة أن تأمّن لها التمويل اللازم للترخيص. أُدرجت ضمن كتاب «أعظم 100 امرأة في مجال الطيران» والذي يُوثق نضال النساء اللواتي اخترن مهنة الطيران. تقول هنادي: «أحب السفر إلى درجة لا تُوصَف، وقُمت بزيارة العديد من دول العالم حيث كنت بفارغ الصبر أنتظر حلول موعد الإجازة الصيفية لأقوم بحزم حقائبي والاستعداد للسفر لقضاء الإجازة في الخارج، ومن أجمل الدول التي قمت بزيارتها سويسرا. أشك بأن زياراتي الكثيرة للعديد من دول العالم أكسبتني العديد من الفوائد وساهمت بشكل كبير في إثراء شخصيتي وثقافتي بالتعرف على الكثير من العادات والتقاليد السائدة لكل دولة».

شعار جامعة أم القرى، حيث درست هنادي الأدب الإنجليزي

تدين هنادي بالكثير لمن ساهموا في شخصيتها ونشأتها؛ ففي إحدى حواراتها تقول هنادي زكريا: «أُدين للأمير الوليد بن طلال بالفضل فهو أول من شجعني ورفع معنوياتي وأزاح عني مخاوفي ومنحني الثقة، وتعاقدي مع المملكة القابضة وهي الشركة التي تعود ملكيتها إلى سموه أعتبره خطوة مهمة في حياتي». وتقول: «والدي هو زكريا بن صدقة هندي من مواليد مكة المكرمة وهو صاحب شخصية مميزة في عطائه وانتمائه لمسقط رأسه أم القرى، ومن يعرفه لا يستغرب عنه ذلك لأنه اعتاد على تكريس حياته ووقته والكثير من الجهد لتربية أبنائه وإسعادهم، ووالدتي هي السيدة فائقة بنت علي تمراز وهي ربة منزل من طراز فريد وصاحبة قلب كبير وحنون، وكل ما يشغلها في هذه الحياة سعادة وراحة أبنائها وسائر أفراد أسرتها».

### الارتباط بالطيران
كانت أول مرة رأت فيها هنادي الطائرة عندما كان عمرها عاماً واحدًا فقط، لكنها لا تتذكر تفاصيل تلك الرحلة التي قادتها إلى القاهرة برفقة أسرتها عام 1398. وتقول بأن والدتها ذكرت لها بأنها سافرت بها قبل أن ترى الحياة حين كانت في أحشائها، وتصف ذلك بأنه يؤكد بأنها محظوظة بالسفر في كل عام. وتكشف عن علاقتها بالطيران بقولها: «لم يدر في خلدي أن أكون كابتن طيار، وليس لهذا موقع بين الآمال والأفكار التي كنت أحملها والطموحات التي كانت ضمن بنات أفكاري وأحلام المستقبل، وأنه سيأتي يومٌ ما وأصبح كابتن طيار، وهذا يعود بالطبع لظروف البيئة التي تحدد عمل الفتاة السعودية في الماضي ولكن بصدق كان هناك شغف وحب اطلاع، ودائماً ما ينتابني شعور في كل مرة آخذ فيها مكاني في الطائرة بأن أدخل مقصورة الطائرة كيف هي وكيف يقوم الكابتن بقيادتها، وكان هذا الشعور والفضول يصاحبني في جميع أسفاري». وعن حديثها عن الصعوبات التي واجهتها تقول هنادي: «قبل أن ألتحق بالطيران لم تكتب لي فرصة رؤية مقصورة القيادة ولكن بعد أن تقدمت بأوراقي للأكاديمية لإجراء المقابلة الشخصية وفي طريق العودة إلى جدة تحقق حلمي حيث دعاني كابتن الطائرة لدخول المقصورة وكانت تلك هي المرة الأولى التي أرى فيها المقعد الذي اخترت أن يكون مهنتي في المستقبل».

### الالتحاق بالأكاديمية

شعار أكاديمية الطيران الملكية الأردنية

التحقت هنادي هندي بأكاديمية عمان بالأردن للطيران بعد أن اطلع والدها على إعلان في الصحافة عن الأكاديمية عن كابتن طيار يمنية الجنسية وكان ذلك بمثابة الشارة التي أشعلت الفتيل وفاجأها بأنه يَحلم بأن تكون كابتناً طيارًا، وأنه مقابل تحقيق هذا الحلم مستعد لبيع كل ما يملكه. وتقول هنادي بأنها بعد دراسة الفكرة وكيفية الالتحاق بالأكاديمية بدأت تشعر بالخوف الشديد من أن يكون هناك أي عوائق تعيق تحقيق حلم والدها، وبعد تنسيق والدها مع السفارة السعودية في الأردن أبلغوه بأن المجال مفتوح لالتحاقها وبالدعم والمساندة من والدها وعمها «إسحاق» استطاعت اختراق الأجواء الخاصة بالطيران، والتي طالما ظلت حكرًا على الرجل فقط في المملكة العربية السعودية ودول الخليج، وكانت الأمور تسير في مسارها خلال دراستها واستطاعت اجتياز المقابلة الشخصية والحصول على مقعد بين صفوف المتدربين في الأكاديمية. وحول دراستها في الأكاديمية والدعم الذي قُدم لها تقول: "كان للسفارة دور بارز في إتمام مدة الدراسة ففي أول زيارة مع والدي للملحق الثقافي بالسفارة بعمان ولقائي بالدكتور سلطان العويضة الذي رحب بي وبرغبتي في اختيار هذا المجال؛ ومن ثم قام بتزويدي بكل ما أحتاج إليه في دراسة الطيران ومتابعتي الدائمة خلال فترة الدراسة بعمان، حيث كان لهذا الاهتمام الأثر البالغ في نفسي وساهمت لغتي الإنجليزية الجيدة في مساعدتي على دراسة الطيران خاصة وأنني كنت أدرس الأدب الإنجليزي في جامعة أم القرى. وتصف هنادي دراسة الطيران بالمكلفة جدًا حيث أشارت إلى أن والدها قام ببيع قطعة أرض كان يملكها لكي يُؤمِّن لها نصف مليون ريال خلال الدراسة لمدة ثلاثة أعوام حتى تتمكن من الحصول على رخصة الطيران. حصلت هنادي عقب تخرجها في 2004م على عقد يمتد لفترة 10 سنوات مع شركة المملكة القابضة لصاحبها الأمير الوليد بن طلال حيث عينها كابتن طيار خاص لشركته.

### ربّانة خاصة لطائرة الوليد بن طلال
في عام 2004م ميلادية وقبيل تخرجها من الأكاديمية بعدة أشهر، أعلنت هنادي بفرحة عارمة عن تعاقدها مع شركة المملكة القابضة لتصبح كابتن خاصة تقود الطائرة الخاصة للأمير الوليد بن طلال، حيث وبحسب تصريحاتها فقد استمر بدعمها مادياً بإعطائها منحة شهرية تبلغ قيمتها 3000 ريال سعودي لتساعدها فيما تبقى من دراستها على أن تبدأ العمل فور الانتهاء من برنامج التدريب المتقدم على الطيران في الأردن بحلول منتصف عام 2005م.

## عقبات وحَوائِلُ

### خطأ طبي يعرقل رحلتها
في عام 2010م تسبب خطأ طبي بمستشفى بريطاني في معاناة الكابتن هنادي الهندي، حيث فقدت إحدى كليتيها إثر جراحة أجريت لها في لندن، ومن ثم خسرت نتيجة لها رخصتها الدولية للطيران. وروت الكابتن في حديث خاص مع إم بي سي معاناتها الكبيرة التي استمرت خلال عامين، وأوضحت هنادي أنها عادت للسعودية بعد الجراحة بعد أن وجدت عدم تعاون في بريطانيا، لتكتشف في إحدى المستشفيات بجدة وجود مشاكل في الحالب أثرت على الكُلى. وتوالت تبعات الخطأ الطبي ليتسبب ذلك في فقدان إحدى كليتيها، وامتدت آثارها السلبية إلى عملها الذي تعشقه ليتم إيقاف رخصة الطيران الدولية من هيئة الطيران المدني في المملكة المتحدة. وأصرت هنادي على تجديد رخصة طيرانها الدولية عبر الولايات المتحدة الأمريكية. وقد عبَّرت عبر وسائل الإعلام عن رغبتها في الحصول على دعم بلدها ووطنها؛ خاصة وأنها تحمل الكثير من الألقاب الإيجابية، ومَثَّلت بلدها، ومعها شهادات كثيرة، وتقارير الأكاديميات التي كانت فيها تؤكد أنها جيدة في دراستها. وفي تلك الأثناء ذكرت هنادي تأثير والدها على بناء شخصيتها المصرة على تخطي المصاعب قائلةً: «كان أبي ولا يزال يريد مني أن أكون قوية وصامدة وثابتة وقادرة على مجابهة العقبات التي قد تواجه أي إنسان في حياته، وأن أتخطى كل الصعاب حتى أستطيع الاعتماد على نفسي وإثبات الذات». ويذكر أنها تستعد لقيادة طائرة مرسلة كل الشكر والمحبة للأمير الوليد بن طلال.

### التحليق من جديد
نشرت هنادي في أواخر عام 2012م تغريدة عبر صفحتها على تويتر تقول فيها: «أول رحلة فعلية إحساس مو طبيعي قمة السعادة» مرفقة صورة لها وهي خلف مقود طائرة. وفي الأول من أكتوبر من ذات السنة نشرت صورة أخرى لها وهي تستعد لقيادة طائرة مرسلة كل الشكر والمحبة للأمير الوليد بن طلال.

## هوايات
حول هوايتها وميولها تقول هنادي هندي: «أحب السفر إلى درجة لا توصف وقُمت بزيارة العديد من دول العالم حيث كنت بفارغ الصبر أنتظر حلول موعد الإجازة الصيفية لأقوم بحزم حقائبي والاستعداد للسفر لقضاء الإجازة في الخارج. ومن أجمل الدول التي قمت بزيارتها سويسرا. ولا شك بأن زياراتي الكثيرة للعديد من دول العالم أكسبتني العديد من الفوائد وساهمت بشكل كبير في إثراء شخصيتي وثقافتي بالتعرف على الكثير من العادات والتقاليد السائدة لكل دولة قمت بزيارتها، وساعدني ذلك في تطوير لغتي الإنجليزية من خلال الاحتكاك والاختلاط بالشعوب الأوربية تماما. وتضيف:» كما يقول الإمام الشافعي: «سافر ففي الأسفار خمس فوائد تفريج هم، واكتساب معيشة، وعلم، وأدب، وصحبة ماجد».

## إنجازات
احتلّت هنادي الهندي المرتبة الـ20 ضمن لائحة أرابيان بزنس لأقوى 30 امرأة سعودية. كما أدرجت ضمن كتاب «أعظم 100 امرأة في مجال الطيران» والذي يوثق نضال النساء اللواتي اخترن مهنة الطيران.

## مقولات
- «على الرغم من انني مُمتنة لكوني ضمن قائمة أعظم 100 امرأة في مجال الطيران لكنني مازلت أشعر بأنني لم أحقق كل أحلامي وأريد أن أفعل المزيد لبلدي».
- «المرأة قادرة على التفوق بأي وظيفة هي حكر على الرجل».[10]
- «رحلتي مع أول طاقم سعودي 100 بالمائة ضمنها الكابتن هنادي. دعمنا للمرأة السعودية مستمر أرضاً والآن جواً».[11]
- «لم يدر في خلدي أن أكون كابتن طيار، وليس لهذا موقع بين الآمال والأفكار التي كنت أحملها والطموحات التي كانت ضمن بنات أفكاري وأحلام المستقبل وأنه سياتي يوم ما وأصبح كابتن طيار».

## إشادات
قال الأمير الوليد في تصريح لصحيفة عرب نيوز: «أرى أن توظيف هذه الربّانة للعمل في أسطول المملكة القابضة من الطائرات الخاصة، خطوة تاريخية للسيدات السعوديات. أعتبر أن هذه الخطوة تتجاوز الدور التقليدي للمرأة السعودية التي كانت تقتصر في السابق على العمل في قطاعات الصحة والتعليم والقطاع الخيري». مشيراً إلى أنه يدعم بشكل كامل السيدات السعوديات العاملات في كافة المجالات.